# Подмелница
Подмелница је насељено мјесто града Слуња, на Кордуну, Карловачка жупанија, Република Хрватска.

## Географија
Подмелница се налази око 1 км јужно од Слуња.

## Историја
Подмелница се од распада Југославије до августа 1995. године налазила у Републици Српској Крајини.

## Становништво
Према попису становништва из 2011. године, насеље Подмелница је имало 199 становника.
| Демографија | Демографија | Демографија |
| Година      | Становника  | Становника  |
| ----------- | ----------- | ----------- |
| 1991.       | 1.128       |             |
| 2001.       | 238         |             |
| 2011.       |             | 199         |

## Попис 1991.
На попису становништва 1991. године, насељено место Подмелница је имало 1.128 становника, следећег националног састава:
| Попис 1991.‍   | Попис 1991.‍  | Попис 1991.‍ | Попис 1991.‍ | Попис 1991.‍ |
| ------------- | ------------ | ----------- | ----------- | ----------- |
|               |              |             |             |             |
| Хрвати        | Хрвати       |             | 817         | 72,42%      |
| Срби          | Срби         |             | 243         | 21,54%      |
| Југословени   | Југословени  |             | 18          | 1,59%       |
| Мађари        | Мађари       |             | 1           | 0,08%       |
| Македонци     | Македонци    |             | 1           | 0,08%       |
| Муслимани     | Муслимани    |             | 1           | 0,08%       |
| неопредељени  | неопредељени |             | 29          | 2,57%       |
| непознато     | непознато    |             | 18          | 1,59%       |
| укупно: 1.128 |              |             |             |             |